# 君の井酒造
君の井酒造株式会社（きみのいしゅぞう）は、新潟県妙高市にある1842年（天保13年）創業の酒蔵。屋号は「田中屋」「酒田中」。代々「大五郎」を襲名。銘柄は「君の井（きみのい）」。
君の井酒造の酒造りの特徴として、仕込みの半分を昔ながらの山廃仕込みで造っていることが挙げられる。今日の酒造りでは、水に純粋な乳酸を入れて酸性にし、外から雑菌が入って腐造しないようにしてから酒母造りを始める速醸仕込みが主流を占めるのに対し、自然界の乳酸菌で時間をかけて発酵させていくやり方である。
使用する米は2018年（平成30年）兵庫県産の「山田錦」から地元新潟県産の「越淡麗」に切り替えた。また君の井酒造では、昔から料理との相性も考えた酒造りを続けてきた。その証拠に君の井山廃純米が、2020年（令和2年）フランスの日本酒コンクール「Kura Master」の純米酒部門でプラチナ賞に輝いたのを皮切りに、2022年（令和4年）も同部門の金賞に輝いている。

## 主な銘柄
君の井
2014年に北関東信越の酒類鑑評会で最優秀賞を受賞。
君の井山廃純米
2019年度の全米日本酒歓評会・純米部門で金賞を受賞。
君の井アルコール70
新型コロナウイルス感染症の世界的流行 (2019年-)の影響による消毒用エタノール不足解消のための代替品として、日本酒原料に使われている原料用アルコール（95度エタノール）を水で希釈し、70度にしたもの。主に上越市と妙高市の医療施設、介護施設向けに発売された。